# Locustella
A Locustella a madarak osztályának verébalakúak (Passeriformes) rendjébe és a tücsökmadárfélék (Locustellidae) családjába tartozó nem.
Korábban egy szemétkosár-taxonba, az óvilági poszátafélék (Sylviidae) családjába sorolták, de az új besorolás szerint az új tücsökmadárfélék (Locustellidae) családba tartozik.
A tücsökmadárfélék egész családját érintő molekuláris biológiai vizsgálatok feltárták, hogy a Locustella nemen belül a fajok két leszármazási vonalat, kettő külön kládot alkotnak. Mivel e nem így polifiletikussá vált, kettéosztották és 6 fajt áthelyeztek az újonnan létrehozott Helopsaltes nembe 2018-ban.
A csíkos tücsökmadár (Helopsaltes certhiola) lett az új nem típusfaja.

## Rendszerezés
A nembe az alábbi 22 faj tartozik:
- foltos tücsökmadár (Locustella lanceolata)
- vörös bozótposzáta (Locustella luteoventris) vagy (Bradypterus luteoventris)
- kasmíri bozótposzáta (Locustella major) vagy (Bradypterus major)
- réti tücsökmadár (Locustella naevia)
- Taczanowski-bozótposzáta (Locustella tacsanowskia) vagy (Bradypterus tacsanowskius)
- szürkemellű bozótposzáta (Locustella alfredi) vagy (Bradypterus alfredi)
- berki tücsökmadár (Locustella fluviatilis)
- nádi tücsökmadár (Locustella luscinioides)
- borneói bozótposzáta (Locustella accentor) vagy (Bradypterus accentor)
- malukui bozótposzáta (Locustella castanea) vagy (Bradypterus castaneus)
- hosszúfarkú bozótposzáta (Locustella caudata) vagy (Bradypterus caudatus)
- bajkáli bozótposzáta (Locustella davidi) vagy (Bradypterus davidi)
- foltos bozótposzáta (Locustella thoracica) vagy (Bradypterus thoracicus)
- nyugat-himalájai bozótposzáta (Locustella kashmirensis) vagy (Bradypterus kashmirensis)
- tajvani bozótposzáta (Locustella alishanensis) vagy (Bradypterus alishanensis)
- rozsdabarna bozótposzáta (Locustella mandelli)  vagy (Bradypterus mandelli)
- Dalat bozótposzáta (Locustella idonea) vagy (Bradypterus idona) vagy (Locustella mandelli idona)
- hegyi bozótposzáta (Locustella seebohmi) vagy (Bradypterus seebohmi)
- szecsuáni bozótposzáta (Locustella chengi) vagy (Bradypterus chengi)
- jávai bozótposzáta (Locustella montis) vagy (Bradypterus montis)
- timori bozótposzáta (Locustella timorensis) vagy (Bradypterus timorensis)

Átsorolva az újonnan létrehozott Helopsaltes nembe:
- szahalini tücsökmadár (Helopsaltes amnicola), korábban (Locustella amnicola)
- óriás tücsökmadár (Helopsaltes fasciolatus), korábban (Locustella fasciolata)
- lápi poszáta (Helopsaltes pryeri), korábban (Locustella pryeri) vagy (Megalurus pryeri)
- csíkos tücsökmadár (Helopsaltes certhiola), korábban (Locustella certhiola)
- Pleske-tücsökmadár (Helopsaltes pleskei), korábban (Locustella pleskei)
- Middendorff-tücsökmadár (Helopsaltes ochotensis), korábban (Locustella ochotensis)